# Tapolca
Tapolca (německy Toppoltz) je okresní město stejnojmenného okresu v župě Veszprém v Maďarsku. Žije zde přibližně 14 tisíc obyvatel.

## Název
Existují dvě teorie původu názvu. Podle první je název města maďarského původu, a to od slova Tapolcza, které označuje vyvýšené místo. Druhá odkazuje na slovanský původ a na slovo Toplica (Teplice), tedy místo, kde vyvěrají teplé minerální prameny. Ve středověku se vyskytuje také název Turul, resp. Turultapolca, odkazující na bájného maďarského ptáka.
Název sídla pochází nejspíše od názvu vodního toku, neboť ten se již objevoval ve starším dokumentu s názvem Gesta Hungarorum.

## Poloha
Město leží na západním okraji Balatonské vrchoviny v Tapolské pánvi, zhruba 10 km na sever od Balatonu. Jeho nadmořská výška je zhruba 118–140 m. Rozloha města činí 63,5 km². Okolo města jsou rozloženy čedičové kopce, na jejichž stráních jsou vinohrady. Po okraji města prochází hlavní silnice č. 77 směřující na východ do župního města Veszprém. Město má také železniční spojení na dvou tratích: Balatonszentgyörgy–Tapolca–Ukk a Székesfehérvár–Tapolca.

## Historie
Město i s okolím bylo osídleno již v době neolitu, nalezeny zde byly pozůstatky domu, který spadal do období starčevské, resp. köröšské kultury. První písemná zmínka ale pochází až z roku 1184. Postaven zde byl i kostel a vysvěcen v závěru 13. století. Kolem kostela stálo opevnění, které bylo nejspíše zničeno v první polovině 15. století. Většina střetů mezi Osmany a Habsburky se odehrávala jinde, než v blízkosti Tapolcy. Později zde nicméně vznikla pevnost, která měla sloužit na obranu proti Turkům. V roce 1554 bylo město nakonec obsazeno Turky. Fronta se posouvala pomalu, a tak válečné události postihovali místní obyvatelstvo dlouhodobě. I přesto však Tapolca nebyla zcela opuštěna.

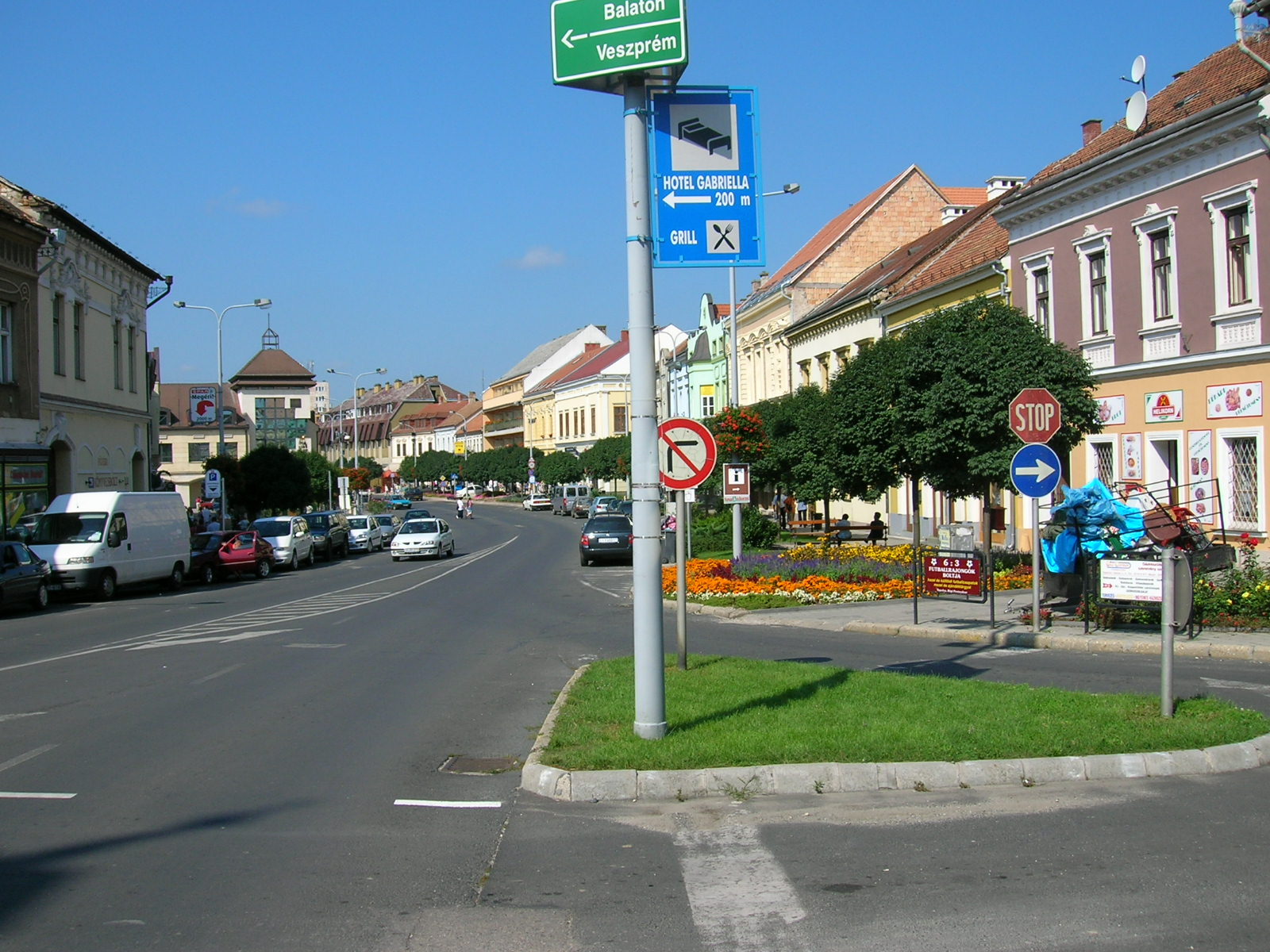
Hlavní náměstí.

V 17. století se stalo majetkem biskupa Martina Biro Padányiho z Veszprému. V této době bylo rozhodnuto a byla provedena také přestavba místního opevňovacího systému.
Po vyhnání Turků bylo město obnoveno. Použit byl stavební kámen z původních trosek. V roce 1770 zde žilo 1850 obyvatel. V témže století vzniklo známé Mlýnské jezero, které sloužilo, jak již název napovídá, jako zásobárna vody pro funogování místního mlýna. Dosidlování kraje zde nebylo realizováno tolik intenzivně za pomocí německých osadníků, jako tomu bylo v jiných částech regionu. Ačkoliv se zde někteří Němci usadili, po nějaké době splynuli s většinovým maďarským obyvatelstvem.
Administrativní reformou v Zalitavsku ztratila Tapolca roku 1871 statut města.
Město dvakrát vyhořelo – v roce 1863 a 1908. Podobu města z doby přelomu století a těsně před příchodem železnice zaznamenávají mapy třetího vojenského mapování. Na nich lze vidět např. regulaci místního potoka (Tapolca-patak), jakož i existenci močálu jižně od samotného města.
V roce 1891 se začala stavět železniční trať do Sümegu, 1903 do Keszthely a v roce 1909 do Budapešti. V této době se zhruba stalo i městem okresním. V roce 1903 bylo odhaleno i místní podzemní jezero.
Po skončení první světové války zde během tzv. Bílého teroru došlo k perzekucím místních Židů. Někteří z nich byli odvezeni do táborů v Zalaegerszegu.
Zhruba od roku 1925 se město začalo rozvíjet v důsledku zakládání vinic a velkoobchodů s vínem. Také se tu velmi rozšířilo zpracování dřeva. V roce 1937 se Tapolca stala posádkovým městem a okolo ní byla zbudována menší letiště. Během druhé světové války město utrpělo obrovské ztráty na obyvatelstvu tím, že odtud bylo deportováno osm set židovských obyvatel. Letiště byla předmětem spojeneckého bombardování.
V roce 1966 byl v okolí města nalezen bauxit (Bakony). S rozvojem jeho těžby a navazující výrobou čedičové vaty došlo v dalších letech ke značnému rozvoji Tapolcy. V té době byly postaveny nové moderní domy, školská zařízení, rozšířena obchodní síť a další vybavení města. Ve stejném roce také získala Tapolca opět statut města.
Západně od Tapolcy vzniklo panelové sídliště (István Dobó lakótelep), samotné centrum bylo na svém západním okraji rovněž doplněno panelovými domy. K zmíněnému sídlišti přiléhala průmyslová zóna.
Dnes se v prostoru bývalých dolů nachází závodní dráha. V roce 2008 byla dokončena kanalizační síť ve městě.

## Obyvatelstvo
Při sčítání lidu v roce 2011 se 85,6 % obyvatel hlásilo k maďarské národnosti, 1,2 % k německé, 1,3 % k romské (14,3 % neuvedlo) a náboženské vyznání bylo následující: římskokatolické zastoupeno 54,4 % obyvateli, reformované 3 %, evangelické 1,2 %, bez vyznání 13,3 % (26,9 % na otázku neodpovědělo).

## Kultura

### Kulturní instituce
V Tapolce se nachází městské muzeum, které zahrnuje i muzeum školské, odkazující na Kantorház z poloviny 18. století. Třetím uvedeným je Batsányiho muzeum na Tržním náměstí. Místní městská knihovna nese název podle Alberta Wasse.

### Pamětihodnosti a zajímavosti

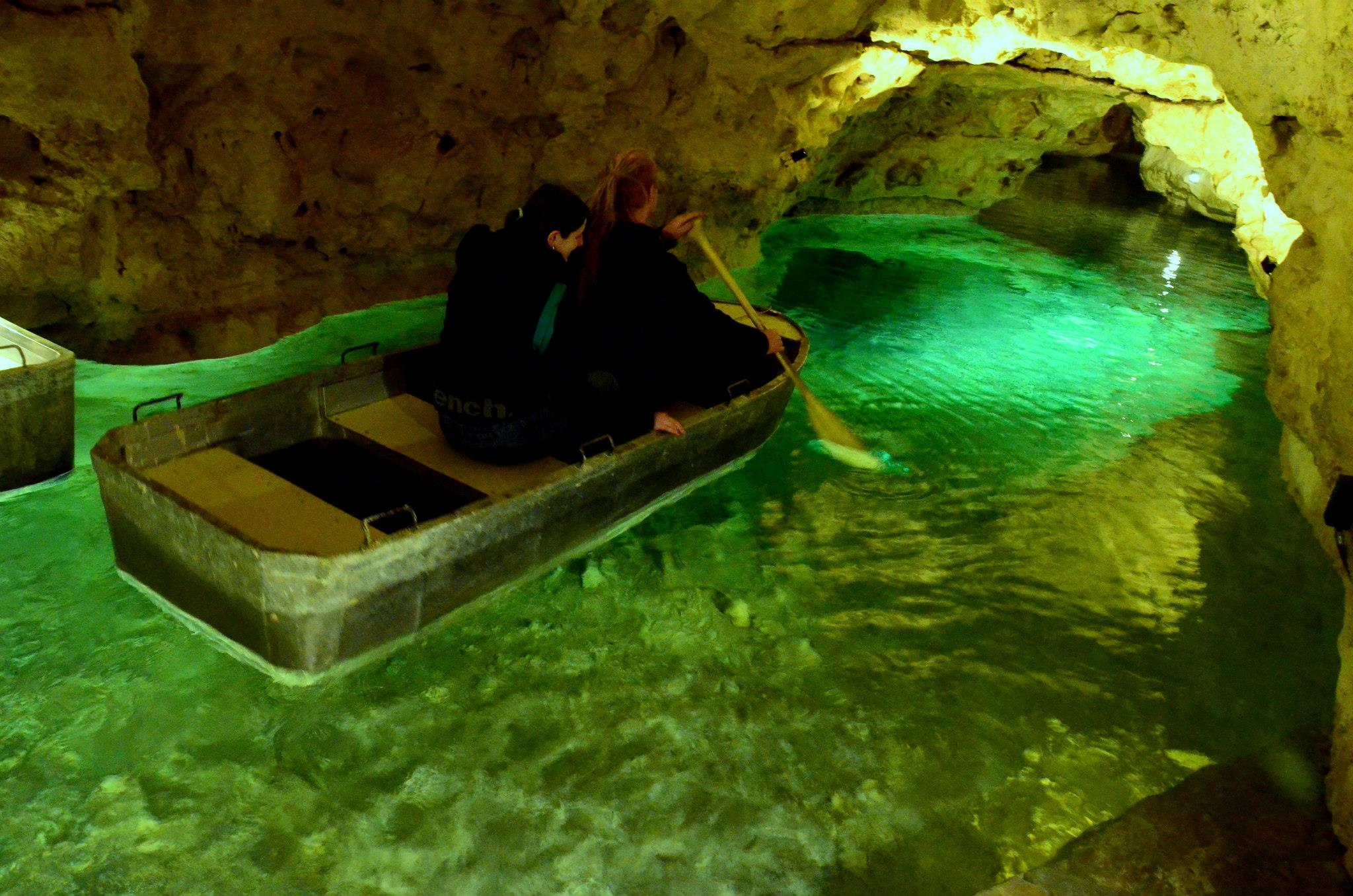
Jeskyně v podzemí města

- V centru města se nachází podzemní jeskynní jezero[2], které se proplouvá na loďkách[5] Jeho teplota se pohybuje mezi 18–20 stupni.[3]
- Zahrada ve zříceninách hradu u Mlýnského rybníka (maďarsky Malom-tó). Vodní plocha je sama rozdělena na dvě části; velké a malé jezero. Okolo obou se nachází promenáda.
- barokní kostel Nanebevzetí Panny Marie s gotickou částí.[2]
- Ve městě jsou rozmístěna umělecká díla sochaře László Martona
- Secesní domy na hlavním náměstí a mariánský sloup.
- Socha Nejsvětější Trojice z roku 1757
- V centru města stojí také Stará synagoga a na okraji města potom leží židovský hřbitov.
- Vrchol Haláp, stojící severně od města.[6]
- Památník událostí povstání roku 1956.[7]
- Malované schodiště Halas.[8]
- V Tapolce se dříve nacházela také kasárna, která byla později zrušena.

## Ekonomika

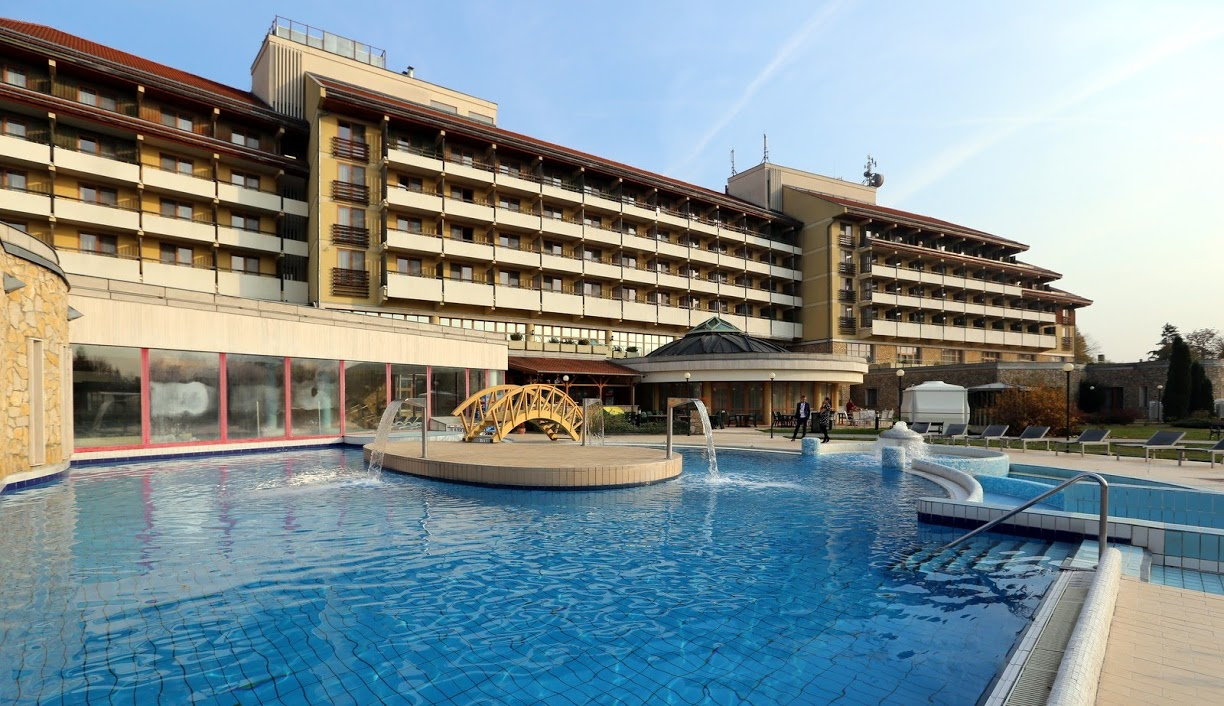
Hotel s plaveckým bazénem ve středu města.

Okolí Tapolcy, především severně od města, bylo dříve intenzivně využíváno pro těžbu čediče. Dnes je těžba ukončena a v blízkosti dolů se nachází na severním okraji Tapolci solání elektrárna. V současné době existuje v Tapolce drobný průmysl, jeho areály přiléhají většinou k místnímu nádraží, nebo k jižnímu okraji města, kudy vede silniční obchvat. Významným areálem je provoz společnosti Rockwool Hungary. Řada dřívějších tradičních zaměstnavatelů nicméně zkrachovala v 90. letech 20. století a nově se rozvíjející sektor služeb je dokázal nahradit pouze zčásti. Výsledkem byl ekonomický propad, dojíždění místních pracovníků do jiných měst za zaměstnáním a odliv obyvatel. Město Tapolca se v rámci podpory rozvoje ekonomiky snaží areál bývalých kasáren transformovat do podoby průmyslové oblasti.
Významná je zde také turistika díky jeskyním a atraktivnímu centru, jakož i Blatenskému jezeru. Oblíbená je vinařská turistika i zdravotní (vzhledem k zmíněným jeskyním) a rozvíjí se i cykloturistika výstavbou nových cyklostezek. Okolní krajinu tvoří řada čedičových vrcholů a nachází se zde také geopark.

## Doprava

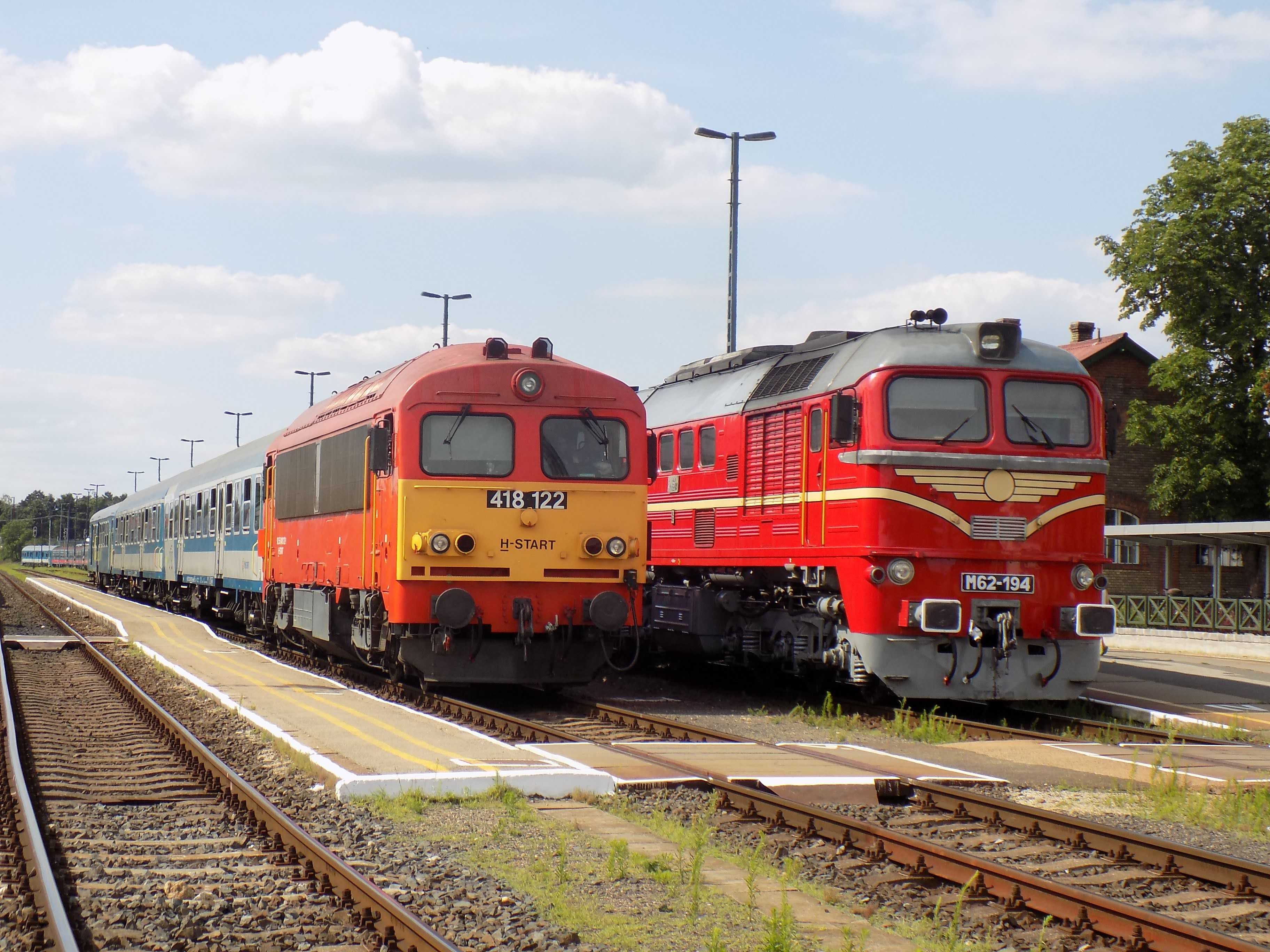
Místní nádraží.

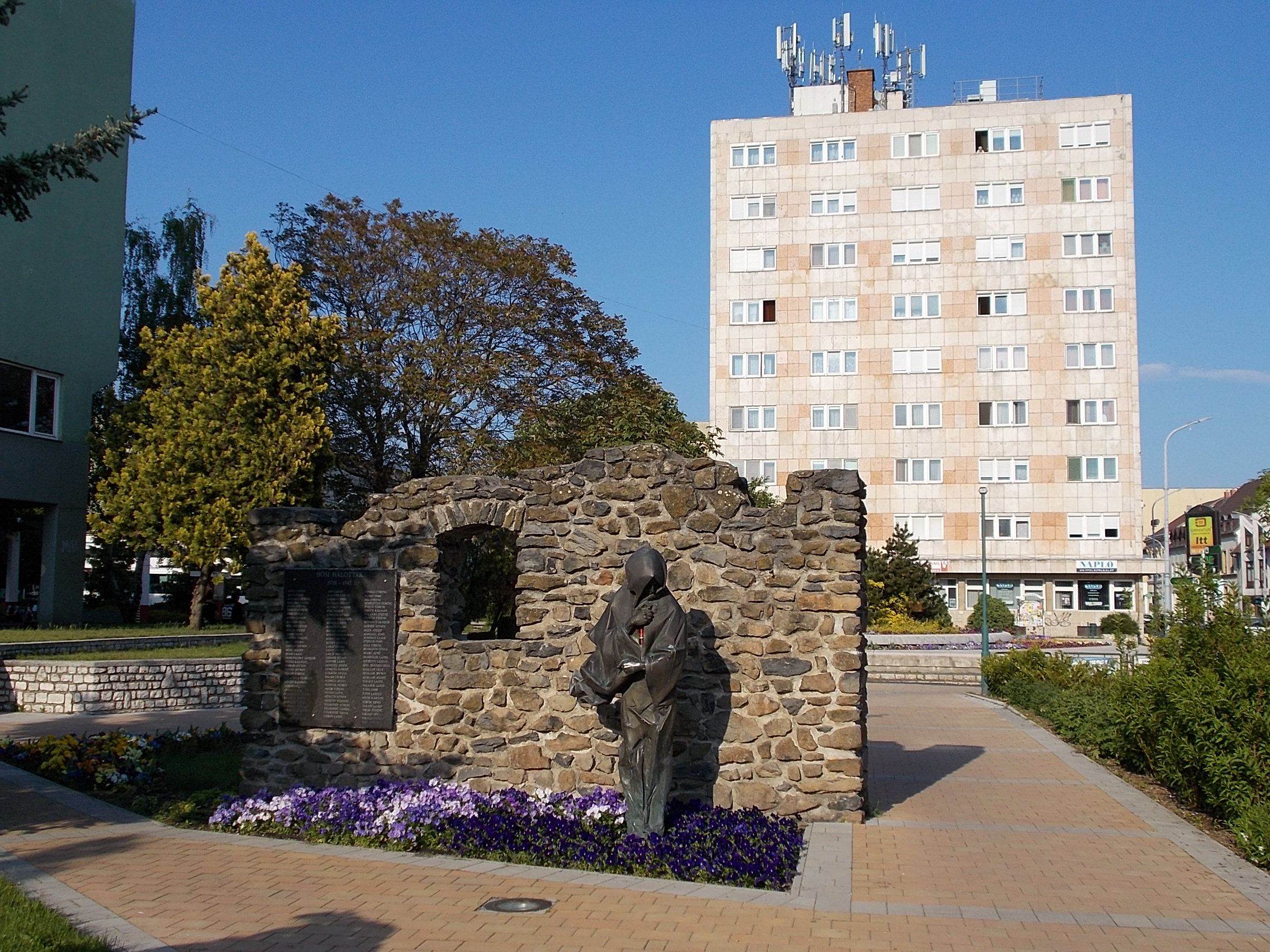
Socha "Naše smutné dějiny" od László Martona.

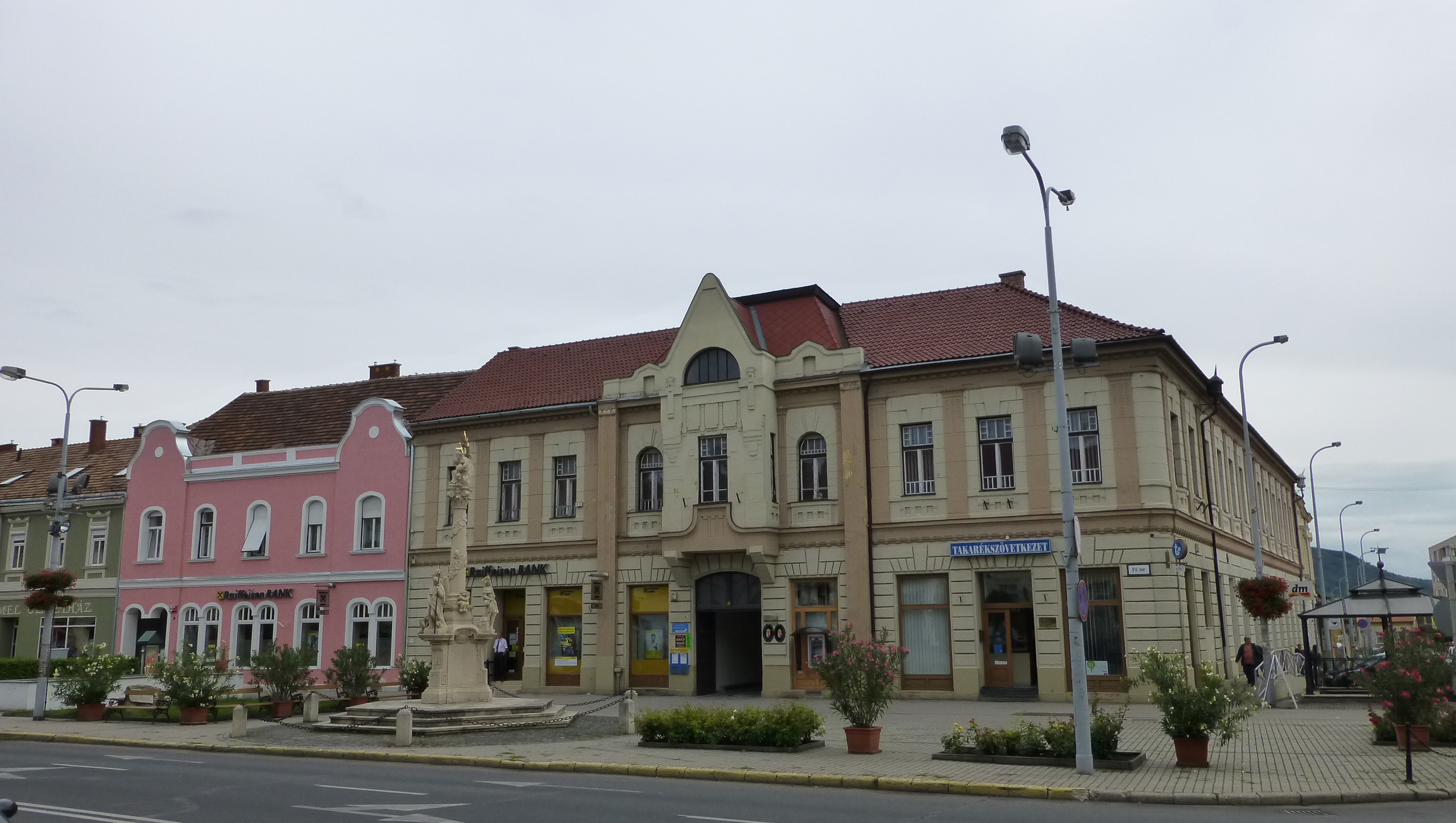
Střed města.

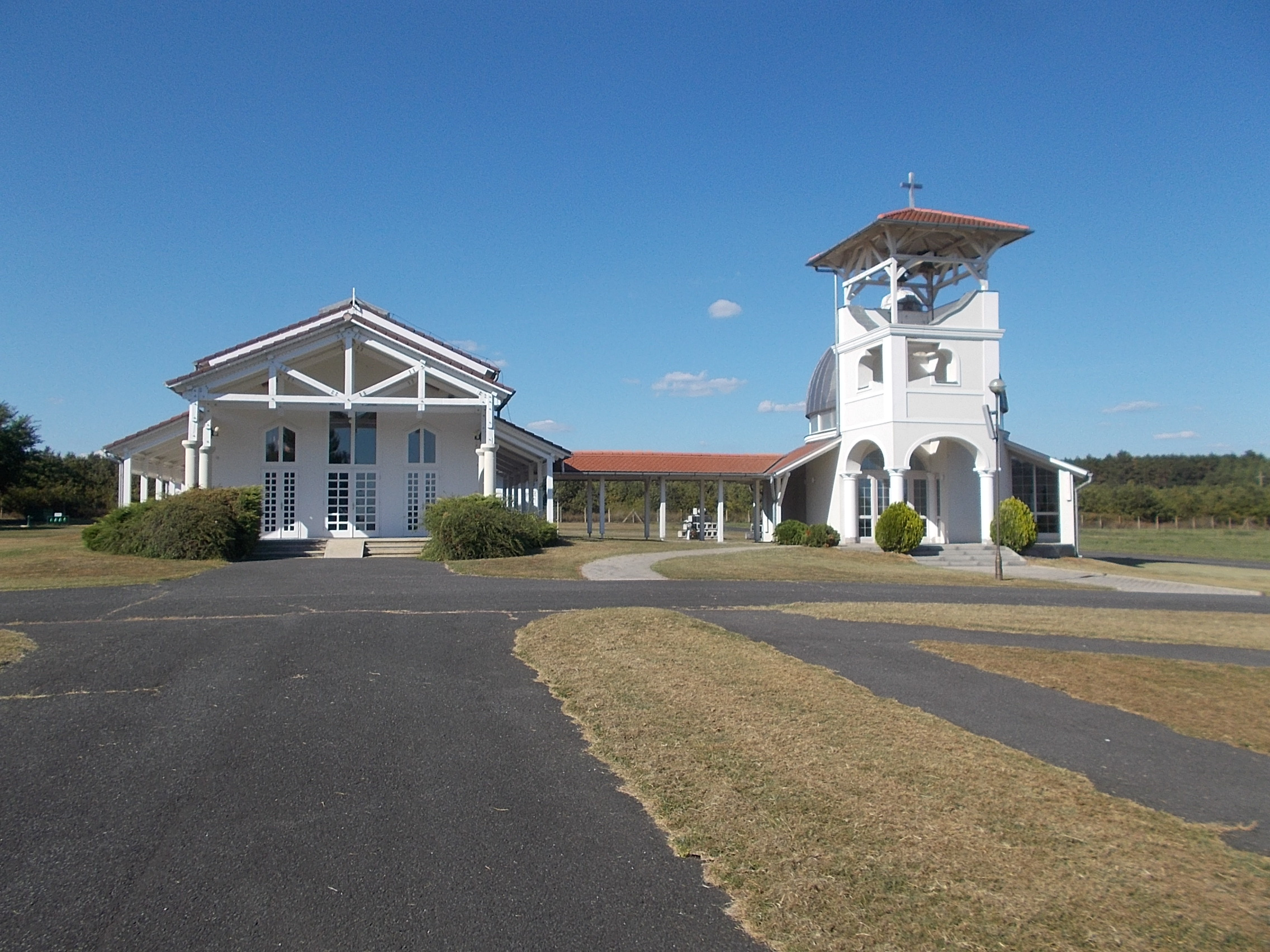
Nový hřbitov.

První železniční tratí do Tapolcy byl úsek mezi Tapolcou a Sümegem, který byl otevřený v roce 1891. Navazující byl úsek dále na východ, mezi Tapolcou a Keszthely. Tyto úseky jsou součástí železniční tratě Balatonszentgyörgy–Ukk. Později zde vznikla také vlečka do průmyslové zóny v Zalahalápu. Úzkorozchodná železnice spojující Tapolcu a nedaleký lom byla v provozu od roku 1943 do roku 1982, přičemž malá železnice přepravovala horniny na nedaleké překladiště. Dodnes je zde jedna z úzkorozchodných lokomotiv vystavena.
Západo-východním směrem prochází přes Tapolcu silnice celostátního významu č. 77; západo-východní směr je obecně nejfrekventovanější v případě tranzitní dopravy. Směřuje sem také silnice č. 8. K Blatenskému jezeru (Balatonu) vede několik komunikací. Obchvat okolo města vede jižním směrem.
Roku 1929 byla zahájena pravidelná autobusová doprava mezi Tapolcou a zbytkem Maďarska. Městskou dopravu tvoří jedna linka, která je provozována jako okružní v rámci samotného města. Meziměstská autobusová doprava vede na místní autobusové stanoviště, které je umístěné ve středu Tapolci, na rekonstruovaném náměstí Ference Deáka (maďarsky Deák Ferenc tér).
Západním směrem od města je umístěno letiště se zatravněnou drahou (LHTP).
Od roku 2008 vznikají na území města postupně i cyklostezky, byť jejich celková síť tvoří zatím jen jednotky kilometrů.

## Školství
Mimo jiné stojí v Tapolcze římskokatolická škola a dále i škola hudební.

## Zdravotnictví
V Tapolce se nachází nemocnice, která nese název po Jenő Deákovi.

## Sport
Severozápadně od středu města se nachází rozsáhlý areál s atletickým stadionem, fotbalovým hřištěm a koupalištěm. Ve městě se kromě toho nachází i lázně.

## Známé osobnosti
- János Batsányi (1763–1845), básník a filozof, má zde své muzeum
- József Cserhát, básník
- László Marton (1925–2008), sochař
- József Csermák (1932–2001) sportovec
- István Péter Németh (nar. 1960), básník a literární historik
- Pál Sümegi, profesor
- Gábor Boczkó, olympijský sportovec
- János Keller, herec
- Joseph Kaplan (1902–1991), geofyzik

## Partnerská města
- Bjelovar, Chorvatsko
- Ružinov, Slovensko
- Este, Itálie
- Lempäälä, Finsko
- Stadthagen, Německo
- Zabola, Rumunsko